# Balthasar Fischer
Pour les articles homonymes, voir Fischer.
Balthasar Fischer, né le 3 septembre 1912 à Bitburg et mort le 27 juin 2001 à Trèves, est un prêtre catholique allemand du diocèse de Trèves. Il a été professeur d'université à l'université de Trèves.

## Biographie
Il fut le premier professeur titulaire d'une chaire de science liturgique au monde, en 1947. Il fut un membre actif du Mouvement liturgique et un grand artisan de la réforme liturgique du Concile Vatican II. 